# Ghanaische Badmintonmeisterschaft 2016
Die Ghanaische Badmintonmeisterschaft 2016 fand vom 27. bis zum 31. Juli 2016 in Tema statt.

## Sieger und Platzierte
| Disziplin    | Gold                                | Silber                             | Bronze                              |
| ------------ | ----------------------------------- | ---------------------------------- | ----------------------------------- |
| Herreneinzel | Emmanuel Donkor                     | Michael Opoku Baah                 | Felix Amasah                        |
| Herreneinzel | Emmanuel Donkor                     | Michael Opoku Baah                 | Daniel Sam                          |
| Dameneinzel  | Gifty Mensah                        | Grace Atipakaa                     | Stella Koteikah Amasah              |
| Dameneinzel  | Gifty Mensah                        | Grace Atipakaa                     | Victoria Asmah                      |
| Herrendoppel | Emmanuel Donkor Daniel Sam          | Abraham Ayittey Michael Opoku Baah | Samuel Lamptey Aaron Dromo Tamakloe |
| Herrendoppel | Emmanuel Donkor Daniel Sam          | Abraham Ayittey Michael Opoku Baah | Felix Amasah Rudolf Quarcoo         |
| Damendoppel  | Stella Koteikah Amasah Gifty Mensah | Victoria Asmah Martha Forson       | Diana Archer Evelyn Botwe           |
| Damendoppel  | Stella Koteikah Amasah Gifty Mensah | Victoria Asmah Martha Forson       | Eunice Arthur Eyram Yaa Migbodzi    |
| Mixed        | Abraham Ayittey Diana Archer        | Emmanuel Donkor Georgina Arthur    | Felix Amasah Stella Koteikah Amasah |
| Mixed        | Abraham Ayittey Diana Archer        | Emmanuel Donkor Georgina Arthur    | Divine Yaw Doe Alice Klustey        |